# Budišić
Budišić (em cirílico: Будишић) é uma vila da Sérvia localizada no município de Mali Zvornik, pertencente ao distrito de Mačva, na região de Podrinje. A sua população era de 221 habitantes segundo o censo de 2011.

## Demografia
| 1948 | 1953 | 1961 | 1971 | 1981 | 1991 | 2002 | 2011 |
| ---- | ---- | ---- | ---- | ---- | ---- | ---- | ---- |
| 306  | 481  | 346  | 308  | 328  | 278  | 249  | 221  |